# Fenegrò
Fenegrò település Olaszországban, Lombardia régióban, Como megyében. Lakosainak száma 3246 fő (2023. január 1.). Fenegrò Guanzate, Limido Comasco, Turate, Cirimido, Veniano és Lurago Marinone községekkel határos.

## Népesség
A település lakossága az elmúlt években az alábbi módon változott:
| Lakosok száma | 3236 | 3236 | 3246 |
|               | 2017 | 2018 | 2023 |